# 大阪大学大学院歯学研究科・歯学部
大阪大学大学院歯学研究科（おおさかだいがくだいがくいんしがくけんきゅうか、英語: Graduate School of Dentistry, The University of Osaka）は、大阪大学大学院に設置される研究科の一つである。
大阪大学歯学部（おおさかだいがくしがくぶ、英語: School of Dentistry, The University of Osaka）は、大阪大学に設置される学部の一つである。

## 概要
大阪大学歯学部は、1926年に大阪医科大学に設置された歯科学教室を前身とし、大阪帝国大学医学部歯科学講座を経て、1951年に国立総合大学初の歯学部として医学部から独立して設立された。
歯学部は、歯学科1学科、歯学研究科は、口腔科学専攻の1専攻体制である。
歯学部の附属機関として、附属病院、附属歯科技工士学校、附属歯学教育開発センター、歯学研究科の附属組織として、口腔科学フロンティアセンター、イノベーティブ・デンティストリー推進センターを設置している。

### 大学院の研究体制[4]
- 顎口腔病因病態学講座
  - 顎顔面口腔病理病態学（口腔病理学教室）
  - 薬物療法学（薬理学教室）
  - 顎顔面口腔外科学（口腔外科学第一教室）
  - 顎口腔腫瘍学（口腔外科学第二教室）
- 顎口腔機能再建学講座
  - 生体材料学（歯科理工学教室）
  - クラウンブリッジ補綴学（歯科補綴学第一教室）
  - 有床義歯補綴学・高齢者歯科学（歯科補綴学第二教室）
- 高次脳口腔機能学講座
  - 高次脳口腔形態統合学（口腔解剖学第二教室）
  - 高次脳口腔機能統合学（口腔生理学教室）
  - 歯科麻酔学（歯科麻酔学教室）
  - 顎口腔機能治療学（顎口腔機能治療学教室）
- 口腔分子感染制御学講座
  - 分子病原口腔微生物学（口腔細菌学教室）
  - 歯科保存学（歯科保存学教室）
  - 小児歯科学（小児歯科学教室）
- 口腔分子免疫制御学講座
  - 分子細胞生化学（生化学教室）
  - 予防歯科学（予防歯科学教室）
  - 歯周病分子病態学（口腔治療学教室）
- 口腔分化発育情報学講座
  - 顎顔面口腔発生生物学（口腔解剖学第一教室）
  - 顎顔面口腔矯正学（顎顔面口腔矯正学教室）
  - 口腔顎顔面放射線学（歯科放射線学教室）
- 顎口腔病態検査治療学講座
  - 臨床口腔検査学（検査部）
- 療護歯科保健学講座
  - 顎口腔総合医療学（口腔総合診療部）
  - 障害者歯科学（障害者歯科治療部）
- 口腔科学フロンティアセンター
  - 先端生物学（先端口腔生物学教室）

## 沿革
- 1926年 - 大阪医科大学に歯科学教室を設置[1]。
- 1931年 - 大阪帝国大学医学部に改組、翌年歯科学講座を設置[1]。
- 1950年 - 大阪大学医学部に歯学科を設置[1]。
- 1951年 - 医学部から独立して歯学部を設置。口腔解剖学、口腔病理学、歯科理工学、歯科保存学、口腔外科学、歯科補綴学の6講座を新設[1]。
- 1952年 - 歯学部に口腔生理学、歯科薬物学、歯科矯正学の3講座を新設[1]。
- 1953年 - 歯学部に口腔衛生学、口腔治療学、歯科補綴学第二の3講座を新設。8月、大阪大学歯学部附属病院を設置[1]。
- 1955年 - 歯学専攻科を設置。歯学部に口腔外科学第二講座を新設[1]。
- 1959年 - 歯学部に口腔生化学講座を新設[1]。
- 1960年 - 大学院歯学研究科を設置。大阪大学歯学部附属歯科技工士学校を設置[1]。
- 1963年 - 歯学部の口腔生化学講座を生化学講座に、口腔衛生学講座を予防歯科学講座に名称を変更[1]。
- 1964年 - 歯学部に口腔細菌学講座を新設[1]。
- 1969年 - 歯学部に口腔解剖学第二講座を新設[1]。
- 1972年 - 歯学部に歯科放射線学講座を新設[1]。
- 1974年 - 歯学部に中央研究室を新設[1]。
- 1976年 - 歯学部に小児歯科学講座を新設[1]。
- 1981年 - 歯学部に歯科麻酔学講座を新設[1]。
- 1983年 - 吹田キャンパスに移転[1]。
- 2000年 - 大学院重点化。歯学研究科が統合機能口腔科学専攻と分子病態口腔科学専攻の2専攻体制となる[1]。
- 2009年 - 歯学研究科に口腔科学フロンティアセンターを新設[1]。
- 2012年 - 歯学研究科を口腔科学専攻の1専攻に改組[1]。
- 2016年 - 歯学部附属歯学教育開発センターを新設[1]。
- 2018年 - 歯学研究科にイノベーティブ・デンティストリー戦略室（現：イノベーティブ・デンティストリー推進センター）を新設[1]。

## 著名な出身者

### 政治
- 矢追秀彦 - 元衆議院議員、元公明党副委員長
- 新原秀人 - 元衆議院議員、元兵庫県議会議員

### 研究
- 上村修三郎 - 歯学、元徳島大学教授、元日本歯科放射線学会会長
- 浦出雅裕 - 歯学、兵庫医科大学名誉教授、元日本口腔感染症学会理事長
- 古郷幹彦 - 歯学、大阪大学教授、日本口腔外科学会理事長、口腔顔面神経機能学会理事長
- 丸山剛郎 - 歯学、大阪大学名誉教授
- 矢谷博文 - 歯学、大阪大学教授、元日本補綴歯科学会副理事長
- 山城隆 - 歯学、大阪大学教授
- 山本照子 - 歯学、東北大学教授

### 医療
- 木ノ本喜史 - 歯科医師、大阪大学臨床教授